# Nicola di Strigonio
Nicola di Strigonio (in ungherese Miklós; ... – 1183 o 1184) è stato un arcivescovo cattolico ungherese attivo nella seconda metà del XII secolo nel regno d'Ungheria.
Nello specifico, fu arcivescovo di Strigonio tra il 1181 e il 1183, e vescovo di Gran Varadino dal 1163 al 1181.

## Biografia

### Primo cappellano reale
La prima testimonianza di Nicola si rintraccia in un documento di concessione di Géza II d'Ungheria al capitolo di Óbuda, nel quale figura come principale cappellano reale nel 1148, il primo di cui si ha notizia certa. La cappella della corona costituiva un importante ufficio dell'amministrazione reale; poiché Nicola era il principale responsabile, Nicola firmò almeno quattro privilegi reali tra il 1148 e il 1157 circa. Ad esempio, compare come notaio (sigillator) delle ultime volontà della signora Margherita a Pannonhalma (un'importante fonte di storia economica ungherese del XII secolo) nel 1152.
Fu nominato conte (ispán) della cappella reale (in ungherese kápolnaispán, in latino comes capelle) tra il 1156 e il 1158 circa, quando Géza confermò una donazione di terra all'abbazia di Garamszentbenedek (Hronský Beňadik, in Slovacchia). In questa veste, Nicola supervisionò il convento dei cappellani reali, custodì i tesori delle reliquie reali ed esercitò la giurisdizione sui servitori laici che assicuravano l'attività liturgica del clero di corte. Nicola servì infine come custode del sigillo reale. Nella cancelleria, il suo più stretto collaboratore fu il notaio Barnaba, canonico di Albareale.

## Prelato

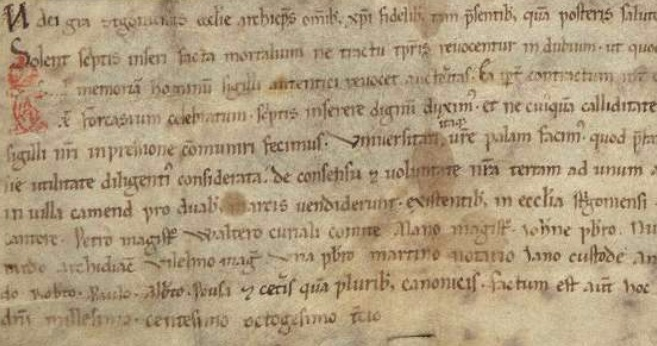
Dettaglio di un atto di Nicola del 1183, il primo documento episcopale di questo tipo realizzato in Ungheria

Nicola è menzionato come vescovo di Gran Varadino nell'unico atto reale di cui si ha notizia del fratello di Géza II, Stefano IV, nel 1163. Stefano IV era salito al trono con l'appoggio bizantino del figlio minore di Géza II, Stefano III. La presenza di Nicola tra i firmatari del documento di Stefano IV conferma che egli sostenne l'usurpatore, insieme all'autorità religiosa a cui faceva capo, Mikó, arcivescovo di Kalocsa. Un regolamento (statutum) del XIV secolo (1370) del capitolo della cattedrale della diocesi di Várad fa riferimento a Nicola come vescovo, «che era a capo della Chiesa di Gran Varadino intorno all'inizio del regno di Béla III d'Ungheria», quindi intorno al 1172.
Ciò suggerisce che Nicola, analogamente ad altri prelati, riuscì a preservare la sua influenza e la sua posizione dopo la caduta di Stefano IV. Nicola esercitò la funzione di vescovo di Gran Varadino al massimo fino al 1181. Il suo successore Giovanni è menzionato nell'elenco dei vescovi del capitolo di Gran Varadino nell'anno 1180, ma più probabilmente lo scritto farebbe riferimento al 1181, stando agli storici Vince Bunyitay e Gábor Thoroczkay.
Nicola fu eletto arcivescovo di Strigonio dopo la morte di Luca, il prelato più influente dell'Ungheria del XII secolo. Nicola viene indicato per la prima volta come arcivescovo in un documento reale del 1181, quando Béla restituì i servi della gleba in fuga all'abbazia di Cégény in conformità al verdetto di Farkas Gatal, palatino d'Ungheria. Nicola incoronò re il principe Emerico, che aveva otto anni, il 16 maggio 1182, confermando il diritto di Emerico a succedere al padre, secondo la narrazione del cronista francese Goffredo di Breuil. Nicola è il primo arcivescovo di cui si è conservato lo statuto. Di conseguenza, il capitolo di Strigonio vendette una porzione di terra a Kéménd (l'attuale Kamenín, in Slovacchia) a Farkas Gatal per due marchi nel 1183. Il documento contiene la frase sigillum authenticum (sigillo ufficiale autentico), che garantiva sistematicamente le transazioni dei contraenti registrate per iscritto. Papa Alessandro III distinse questo tipo di documento dai sigilli privati nel 1166, a partire dalle sue decretali papali. La cancelleria reale permanente emerse anche durante il breve vescovato di Nicola. Non è noto se fosse egli un promotore delle riforme di corte. Béla separò l'emissione di carte reali dal clero di corte con questo passo, dopo l'esperienza dei suoi duraturi conflitti giurisdizionali con l'accondiscendente Luca. Nicola morì nel 1183 o nel 1184, mentre il suo successore Giobbe appare come arcivescovo dal 1185.